# Ṩ
Cette page contient des caractères spéciaux ou non latins. S’ils s’affichent mal (▯, ?, etc.), consultez la page d’aide Unicode.
Ṩ (minuscule : ṩ), appelé S point suscrit point souscrit, est un graphème utilisé dans la romanisation ISO 259:1984 de l’hébreu et certaines romanisations du divehi. Il s'agit de la lettre S diacritée d'un point suscrit et d’un point souscrit.

## Utilisation
Le ‹ Ṩ, ṩ › translitère le chaviyani ‹ ށ › transcrivant la consonne /ʂ/, mais il est translitéré ‹ sh › dans la romanisation officielle.
Dans la romanisation ISO 259:1984 de l’hébreu, ‹ ṩ › est utilisé pour translitérer la forme finale du tsadi ‹ ץ ›.

## Représentations informatiques
Le S point suscrit point souscrit peut être représenté avec les caractères Unicode suivants :
- précomposé (Latin étendu additionnel) :

| formes    | représentations | chaînes de caractères | points de code | descriptions                                              |
| --------- | --------------- | --------------------- | -------------- | --------------------------------------------------------- |
| capitale  | Ṩ               | Ṩ                     | U+1E68         | lettre majuscule latine s point souscrit et point en chef |
| minuscule | ṩ               | ṩ                     | U+1E69         | lettre minuscule latine s point souscrit et point en chef |

- décomposé (latin de base, diacritiques) :

| formes    | représentations | chaînes de caractères | points de code       | descriptions                                                                   |
| --------- | --------------- | --------------------- | -------------------- | ------------------------------------------------------------------------------ |
| capitale  | Ṩ               | S◌̣◌̇                   | U+0053 U+0323 U+0307 | lettre majuscule latine s diacritique point souscrit diacritique point en chef |
| minuscule | ṩ               | s◌̣◌̇                   | U+0073 U+0323 U+0307 | lettre minuscule latine s diacritique point souscrit diacritique point en chef |

## Sources
- (pl) Komisja Standaryzacji Nazw Geograficznych poza Granicami Rzeczypospolitej Polskiej (KSNG) [Commission de standardisation des noms géographiques hors de Pologne], Protokół 74. posiedzenia KSNG [Compte-rendu de la 74e séance de la KSNG], 7 novembre 2012 (lire en ligne)